# Titularbistum Sarepta
Sarepta ist ein Titularbistum der römisch-katholischen Kirche.
Es ist nach der phönizischen Stadt Sarepta, dem heutigen Sarafand im Libanon, benannt.
| Titularbischöfe von Sarepta                                    | |                                                 |                               |
| Name                                                           | Amt | von                                             | bis                           |
| Dietrich von Portiz (Kagelwit)/Theodericus Kagelwit de Porticz | Mönch im Kloster Lehnin, Weihbischof im Bistum Brandenburg, 1347 bis 1351 Weihbischof im Bistum Olmütz, 1351 Weihbischof im Bistum Schleswig, 1353 bis 1361 Bischof von Minden, 1361 bis 1367 Erzbischof in Magdeburg | 18. Dezember 1346                               | bis 1347                      |
| Tommaso/Thomas/Thomas von Neumarkt, OPraem                     | Weihbischof in Breslau (Königreich Böhmen) | 1351/52 (oder 1349)                             | † 31. Mai 1378 (1387)         |
| Bartholomaeus de Dorpato, OESA                                 | | 24. März 1390                                   | † 1391                        |
| Jacobus de Ockenbrocke/Ockenbroge, OPraed                      | | 14. November 1391                               |                               |
| Wenceslaus                                                     | |                                                 | † 1394                        |
| Jaroslaus de Bezmyrz (oder de Benesovia)                       | | 17. Juli 1394                                   |                               |
| Joannis Vitan                                                  | |                                                 | † 1435                        |
| Jacques de Varenis/Jacobus de Varenis, OFM                     | | 12. September 1435                              |                               |
| Nicolas Thomas Maes/Nicolaus Thomae (Maes), OFM                | | 1437                                            | † 1448                        |
| Guillaume Vasseur/Guilelmus Vassori, OFM                       | Apostolischer Pönitentiar und Weihbischof im Bistum Tournai | 23. Oktober 1448                                | † 1476                        |
| Gilles Barbier/Gillis Baerdemaeker/Aegidius Barbitonsoris      | Weihbischof im Bistum Tournai | 3. April 1476                                   | 28. März 1494                 |
| Beaudoin Villain/Balduinus Villain, OFM                        | Weihbischof im Bistum Tournai | 11. Mai 1506                                    | 6. September 1519             |
| Nicolaus Bureau OFM                                            | Weihbischof im Bistum Tournai | 2. Dezember 1519                                | † 1551                        |
| Guillaume Hauwere/Guilelmus Honorius (oder Hauwere)            | Weihbischof im Bistum Tournai | 27. April 1552                                  | † 1560                        |
| Lucas Jacobi                                                   | Kanoniker und Weihbischof im Bistum Tournai | 10. März 1561                                   | 26. Oktober 1574              |
| Johannes Kaspar Stredele von Montani und Wisberg               | Weihbischof in Passau (Deutschland) | 15. Dezember 1631                               | † 28. September 1642          |
| Wojciech Ignacy Bardziński                                     | Weihbischof im Bistum Włocławek (Polen) | 28. Januar 1709/28. Juli 1709 (Ordination)      | † 9. Februar 1723             |
| Charles-Antoine de la Roche-Aymon                              | Weihbischof in Limoges (Frankreich), 1729 bis 1740 Bischof von Tarbes, 1740 bis 1752 Erzbischof von Toulouse, 1752 bis 1762 Erzbischof von Narbonne, 1762 bis 1777 Erzbischof von Reims, 1771 zum Kardinal erhoben    | 11. Juni 1725/5. August 1725 (Ordination)       | 27. Dezember 1729             |
| Johann Anton Wallreuther                                       | Weihbischof in Worms (Deutschland) | 5. März 1731/22. April 1731 (Ordination)        | † 16. Januar 1734             |
| Jean de Cairol de Madaillan                                    | 1760 bis 1769 Weihbischof im Erzbistum Narbonne, 1769 bis 1771 Bischof von Vence, 1771 bis 1779 Bischof von Grenoble                                                                                                  | 28. Januar 1760/3. August 1761 (Ordination)     | 25. Juni 1769/29. Januar 1770 |
| Jean-Denis de Vienne                                           | Weihbischof im Erzbistum Lyon | 18. Dezember 1775/14. Januar 1776 (Ordination)  | † 1793                        |
| Alois Josef Krakovský von Kolowrat                             | Weihbischof in Olmütz (Böhmen), 1812 bis 1830 Bischof von Hradec Králové, 1830 bis 1833 Erzbischof von Prag | 22. Dezember 1800/1. März 1801 (Ordination)     | 15. März 1815                 |
| Johann Heinrich Milz                                           | Weihbischof in Trier (Deutschland) | 19. Dezember 1825/23. April 1826 (Ordination)   | † 29. April 1833              |
| Johann Stanislaus Kutowski                                     | Weihbischof in Kulm (Polen) | 1. Februar 1836/22. Mai 1836 (Ordination)       | † 29. Dezember 1848           |
| Franz Xaver Zenner                                             | Weihbischof in Wien (Österreich) | 17. Februar 1851/30. März 1851 (Ordination)     | † 29. Oktober 1861            |
| Nicholas Power                                                 | Koadjutorbischof von Killaloe (Irland) | 24. April 1865/25. Juni 1865 (Ordination)       | † 21. März 1871               |
| Jean-François Jamot                                            | Apostolischer Vikar von Nord Kanada, 1882 bis 1886 Bischof von Peterborough | 3. Februar 1874/24. Februar 1924 (Ordination)   | 11. Februar 1882              |
| Antonio Scotti                                                 | Weihbischof in Benevento (Italien), 1886 bis 1898 Bischof von Alife (Italien), 1898 Titularbischof von Tiberiopolis                                                                                                   | 25. September 1882/1. Oktober 1882 (Ordination) | 15. Januar 1886               |
| Pál Palásthy                                                   | Weihbischof im Esztergom (Ungarn) | 4. Mai 1886/9. Mai 1886 (Ordination)            | † 24. September 1899          |
| Filippo Genovese                                               | Priester | 17. Dezember 1900/3. Januar 1901 (Ordination)   | † 16. Dezember 1902           |
| Joseph Müller                                                  | Weihbischof in Köln (Deutschland) | 30. April 1903/7. Juni 1903 (Ordination)        | † 21. Mai 1921                |
| Edward Doorly                                                  | Koadjutorbischof von Elphin (Irland), 1926 bis 1950 Bischof von Elphin | 5. April 1923/24. Juni 1923 (Ordination)        | 17. Juli 1926                 |
| Pietro Doimo Munzani                                           | Apostolischer Administrator von Zadar (Kroatien), 1933 bis 1948 Erzbischof von Zadar, 1948 bis 1951 Titularerzbischof von Tyana                                                                                       | 13. August 1926/17. Oktober 1926 (Ordination)   | 16. März 1933                 |
| François-Louis Auvity                                          | Weihbischof in Bourges, (Frankreich), 1937 bis 1945 Bischof von Mende, 1945 bis 1954 Titularbischof von Dionysiana | 2. Juni 1933                                    | 11. August 1937               |
| Francesco Canessa                                              | Priester | 4. September 1937/10. Oktober 1937 (Ordination) | † 14. Januar 1948             |
| John Francis Dearden                                           | Koadjutorbischof von Pittsburgh (Pennsylvania) (USA), 1950 bis 1958 Bischof von Pittsburgh, 1958 bis 1980 Erzbischof von Detroit, 1969 zum Kardinalpriester von San Pio X alla Balduina in Rom erhoben                | 13. März 1948/18. Mai 1948 (Ordination)         | 22. Dezember 1950             |
| Luis Andrade Valderrama OFM                                    | Weihbischof in Bogotá (Kolumbien), 1939 bis 1844 Titularbischof von Dagnum, 1944 bis 1955 Bischof von Antioquía (Kolumbien) (resignierte), ab 1955 emeritierter Bischof von Antioquia und Titularbischof von Sarepta  | 9. März 1955                                    | † 29. Juni 1977               |